# Mélanie Berger-Volle

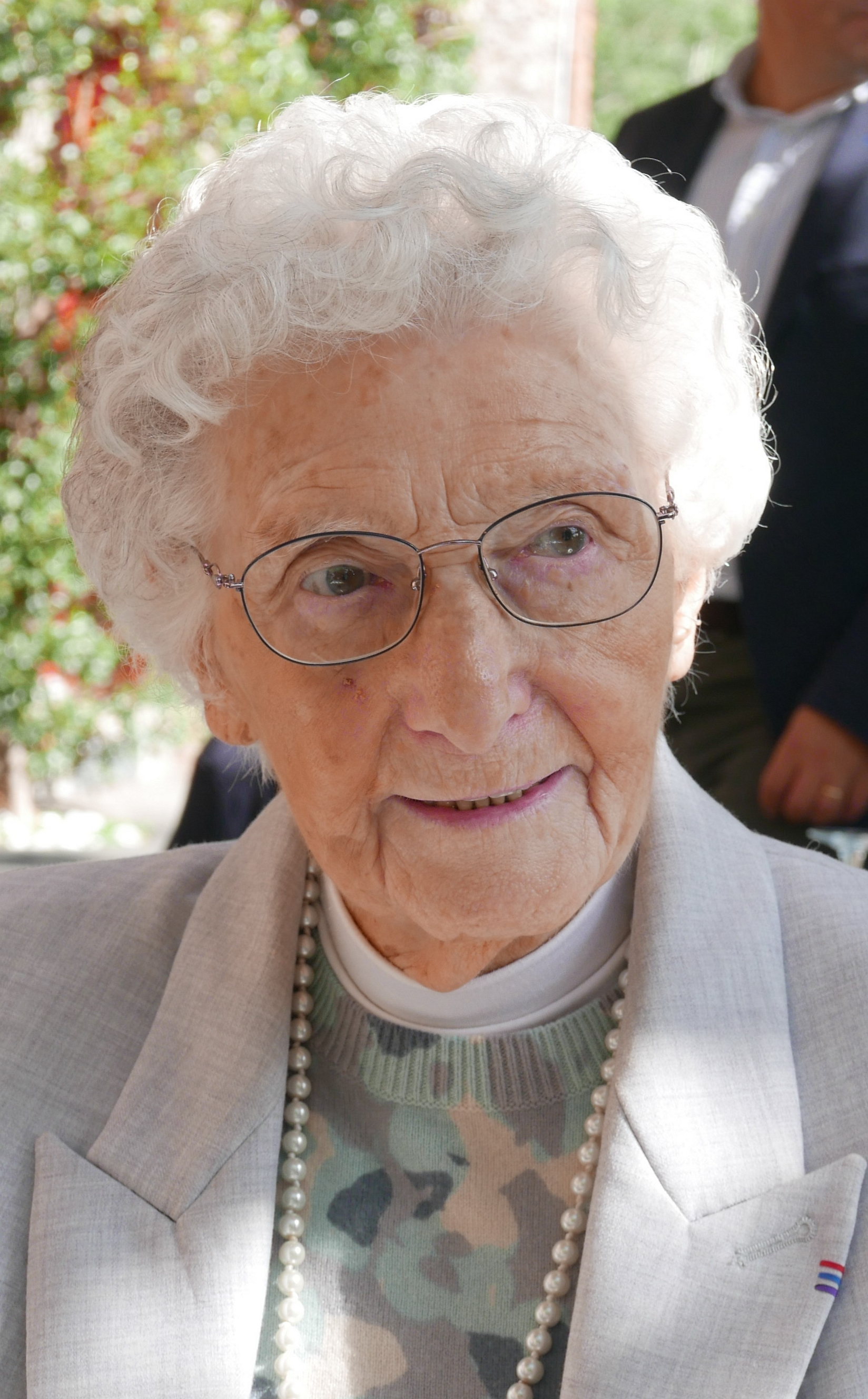
Mélanie Berger-Volle, Oktober 2022

Mélanie Berger-Volle (* 8. Oktober 1921 in Wien als Melanie Berger) ist eine österreichisch-französische Widerstandskämpferin gegen den Austrofaschismus und Nationalsozialismus sowie Zeitzeugin.

## Leben und Wirken

### Jugend und Widerstand in Österreich und Frankreich

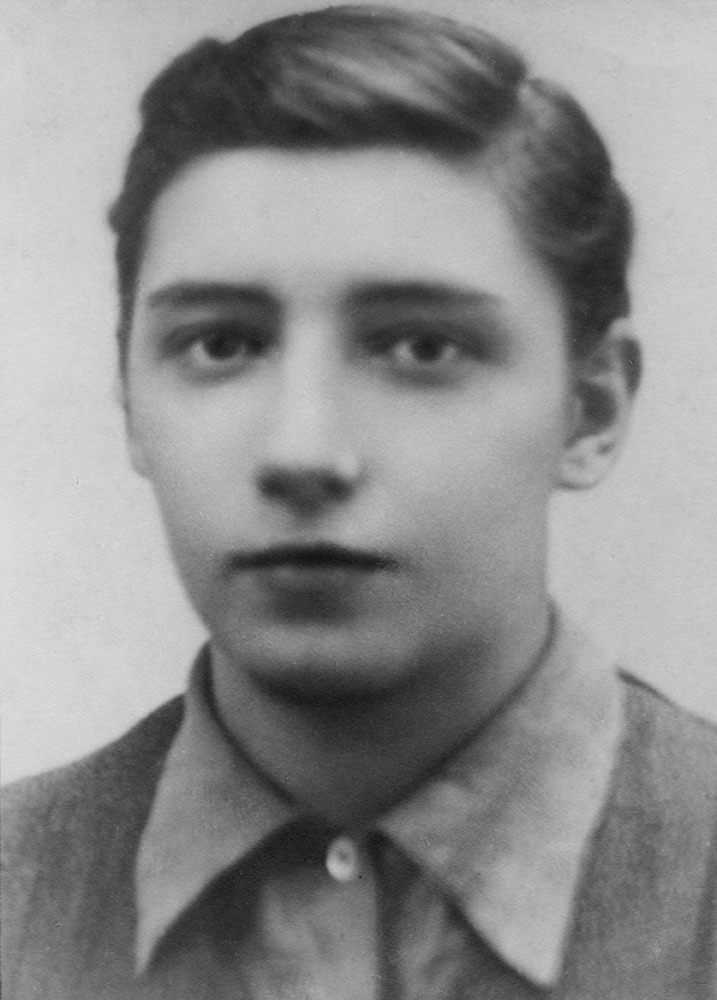
Mélanie Berger mit Männerfrisur zur Zeit ihres Grenzübertrittes von Belgien nach Frankreich, 1939

Melanie Berger wuchs in einer jüdischen Familie in Wien-Leopoldstadt auf. Sie absolvierte die Hauptschule und erlernte anschließend im Rahmen ihrer Ausbildung zur Schneiderin den Beruf der Miedermacherin. Sie begann laut eigenen Angaben bereits mit 13 Jahren politisch zu denken. Politisch sozialisiert in der Arbeiterbewegung, beteiligte sie sich während des Austrofaschismus schon mit 15 Jahren an der illegalen Arbeit und trat bereits als Schülerin den Revolutionären Sozialisten Österreichs bei. Treffpunkt der Anhänger der verbotenen Partei war ein Nacktbadestrand in der Wiener Lobau. In einem Interview erzählte sie einmal, dass sie dort ihre ersten politischen Diskussionen wohl nackt begonnen hätte. Wenig später schloss sie sich der antistalinistischen, internationalistischen Organisation der „Revolutionären Kommunisten Österreichs“ (RKÖ) an, zu deren Gründern Georg Scheuer (1915–1996), Josef Hindels (1916–1990), Karl Fischer (1918–1963) und Ernst Federn (1914–2007) zählen.
Im Mai 1938 emigrierte sie, nach dem „Anschluss“ Österreichs als Jüdin und Kommunistin von Verhaftung bedroht, zusammen mit zwei etwas älteren Genossen, darunter Arthur Streicher (1917–1942), über Deutschland nach Belgien. Sie lebte anschließend als illegale Ausländerin in Antwerpen. Gemeinsam mit Georg Scheuer, der sich zu dieser Zeit wie Karl Fischer ebenfalls in Antwerpen aufhielt, ging sie im Frühjahr 1939 nach Frankreich, wobei sie sich beim Grenzübertritt als Grenzarbeiter mit Männerfrisur tarnte. In Paris schützte sie zunächst unter anderem ihr Name Melanie Berger, der sowohl deutsch als auch französisch verstanden und verwendet werden konnte. Sie erhielt sogar eine der begehrten Aufenthaltsbewilligungen. Nach dem Ausbruch des Zweiten Weltkrieges wurde sie jedoch wie andere Antifaschisten als feindliche Ausländerin verfolgt und nach Clermont-Ferrand ausgewiesen. Von hier aus sollte sie per Zug ins Camp de Gurs gebracht und dort inhaftiert werden. Es gelang ihr allerdings, sich dieser Inhaftierung zu entziehen und in Clermont-Ferrand eine Arbeit als Dienstmädchen bei einem Arzt zu finden. So konnte sie einer Internierung vorläufig entgehen.
Während ihre Freunde Georg Scheuer und Gustav Gronich (1916–2003) im Camp des Milles inhaftiert waren, gelang es ihr, die Verbindungen der RKÖ-Gruppe zwischen den Stützpunkten in Antwerpen, Les Milles, London, Zürich und New York aufrechtzuerhalten. Auf der Suche nach der Gruppe und um der deutschen Wehrmacht zu entgehen, zog sie 1940 in den Süden Frankreichs und siedelte sich in Montauban an. Dort traf sie wieder mit Georg Scheuer zusammen.
Am 26. Jänner 1942 wurde sie durch die französische Polizei verhaftet und in das Frauengefängnis St. Michel in Toulouse überstellt. Das dortige Militärtribunal verurteilte sie am 18. Dezember 1942 wegen „kommunistischer und anarchistischer Aktivität“ zu 15 Jahren Zuchthaus. Kurz darauf wurde sie in das Frauengefängnis Les Baumettes in Marseille deportiert. Die Situation von „Anna“ bzw. „Nelly“, so die Decknamen Melanie Bergers im Widerstand (siehe Decknamen-Unterschrift „Nelly“ im Bild rechts), wurde prekär, da die Gestapo seit 1943 in den Gefängnissen des Vichy-Regimes nach politischen Häftlingen forschte. Nachdem sie im Oktober 1943 mit akuter Gelbsucht in das Gefängnisspital eingeliefert worden war, konnte sie am 15. Oktober 1943 von dort in einer spektakulären Aktion durch ein Kommando der RKÖ, bestehend aus Ignaz Duhl (1918–1943), Gustav Gronich, Lotte Israel und Georg Scheuer, befreit werden. Mitglieder der RKÖ, unter denen sich auch ein namentlich nicht bekannter, zur Desertion bereiter Wehrmachtsoldat in Uniform, der für die Teilnahme gewonnen werden konnte, befand, gaben sich dabei mit gefälschten Papieren als Gestapo-Funktionäre aus, die gekommen seien, um sie zum Verhör abzuholen. Berger konnte der RKÖ-Gruppe davor vom Krankenhaus aus auf konspirativen Wegen erklären, was zu tun sei, um sie befreien zu können.
Die Befreite nahm anschließend mit der französischen Widerstandsbewegung Kontakt auf und setzte nun ihr Engagement in der Résistance mit falschen Papieren und unter wechselnden Namen fort.

### Nach 1945

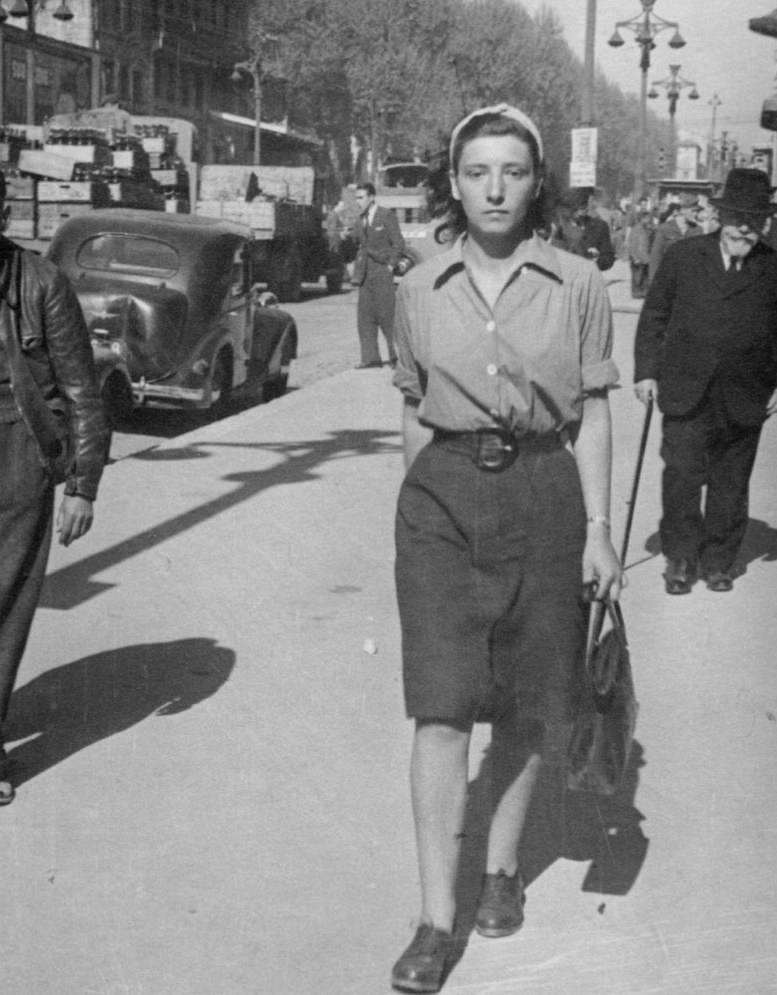
Mélanie Berger auf der Canebière, der Hauptgeschäftsstraße Marseilles, April 1946

Melanie Berger hielt sich nach dem Ende des Zweiten Weltkriegs zunächst staatenlos in Paris auf und verdingte sich sporadisch in der Bekleidungsindustrie und im Haushalt. Am 15. Juli 1947 heiratete sie den Lehrer Roger Essel und erhielt die französische Staatsbürgerschaft. Sie konnte als Schaustellerin arbeiten und auf Märkten Strickwaren und sonstige von ihr hergestellte Artikel verkaufen. Das Ehepaar übersiedelte nach dem Verlust eines kleinen Kindes nach Madagaskar. Dort arbeitete sie in einem Labor. 1957 trennte sie sich von ihrem Mann, kehrte nach Paris zurück und ließ sich 1958 scheiden.
Während eines Besuches bei ihren Eltern in Wien lernte sie den französischen Journalisten Lucien Volle kennen, den sie am 14. Juni 1965 heiratete. Lucien Volle war führend in der Résistance tätig gewesen und wurde als „Capitaine Lulu“ der Widerstandsgruppe „Lafayette“ in der „Résistance en Haute-Loire“ bekannt. In Wien arbeitete Berger-Volle als Verkäuferin in einem Modegeschäft und wurde später dessen Leiterin.
1967 übersiedelte das Paar nach Paris und 1969 weiter nach Drancy. Mélanie Berger-Volle arbeitete dort im Gemeindeamt. Sie und ihr Mann engagierten sich in verschiedenen Organisationen ehemaliger Widerstandskämpfer wie der ANACR („Association nationale des anciens combattants de la Résistance“). Nach der Pensionierung übersiedelte das Ehepaar 1982 nach Brives-Charensac im Département Haute-Loire in der Region Auvergne-Rhône-Alpes und widmete sich gemeinsam bis zum Tod Lucien Volles am 4. August 2012 der Erinnerungsarbeit.
Seit 2012 lebt sie in einer Seniorenresidenz in Saint-Étienne.
Mélanie Berger-Volle ist auch in hohem Alter weiterhin als Zeitzeugin tätig, wie auch in YouTube-Videos nachzuverfolgen ist.
Für ihre unermüdliche Erinnerungsarbeit als Zeitzeugin wurde sie am 13. Juli 2013 durch den französischen Staatspräsidenten François Hollande mit dem höchsten französischen Verdienstorden, dem Orden der Ehrenlegion (französisch Légion d’honneur, vollständig L’ordre national de la Légion d’honneur), ausgezeichnet. Am 19. Juni 2015 wurde ihr das durch den österreichischen Bundespräsidenten Heinz Fischer verliehene Goldene Verdienstzeichen der Republik Österreich im Rahmen einer Feier an der Österreichischen Botschaft in Paris von der österreichischen Botschafterin Ursula Plassnik überreicht. Zu ihrem 100. Geburtstag gratulierte ihr der französische Botschafter in Österreich, Gilles Pécout, in einem persönlichen Schreiben im Namen der französischen Botschaft in Wien.
Im Alter von 102 Jahren vom Département de la Loire und dem Bürgermeisteramt von Saint-Étienne ausgewählt, wirkte sie am 22. Juni 2024 in Saint-Étienne im Rahmen des Olympischen Fackellaufes anlässlich der Olympischen Sommerspiele 2024 in Paris als Fackelträgerin.
Im Rahmen eines mehrtägigen Wien-Besuches Mélanie Berger-Volles anlässlich der Buchpräsentation der von Nils Klawitter verfassten Biografie Die kleine Sache Widerstand. Wie Melanie Berger den Nazis entkam (siehe Abschnitt Literatur) im Haus der Geschichte Österreich am 13. September 2024 verlieh ihr der Wiener Bürgermeister Michael Ludwig am 12. September 2024 im Roten Salon des Wiener Rathauses die Ehrenmedaille der Bundeshauptstadt Wien in Gold.

## Zitate
„Ich war schon als Kind ein bisschen rebellisch. Ich konnte nicht verstehen, warum es Arme und Reiche gibt. Ich konnte nicht verstehen, dass es Menschen gibt, die glauben, dass sie besser sind, weil sie eine andere Hautfarbe haben, oder eine andere Religion. Das habe ich nie verstehen wollen. Ich wollte immer die Welt verändern. Ich will sie noch immer verändern, nur leider komme ich nicht mehr dazu.“

„Wir waren eine österreichische Gruppe, bei der aber auch Deutsche dabei waren. Wir haben auf Deutsch Schriften herausgegeben, die Soldaten erklärt haben, was eigentlich der Nationalsozialismus ist. Das war natürlich keine einfache Arbeit, weil wir dadurch sehr viele Freunde verloren haben, aber wir haben auch einige gewonnen. Unter denen war ein Soldat, der mir dabei geholfen hat, mich aus dem Gefängnis herauszuholen.“

„Ich möchte der Jugend sagen: Überlegt euch, ob ihr in einer Demokratie oder einer Diktatur leben wollt. Demokratie heißt Freiheit für alle. Wir brauchen die anderen und wir lernen von den anderen. Wenn man von jemandem verlangt, sich zu ändern, dann muss man mit sich selbst beginnen.“

## Ehrungen und Auszeichnungen (Auswahl)
- 2013 Ritter der Ehrenlegion[25][34]

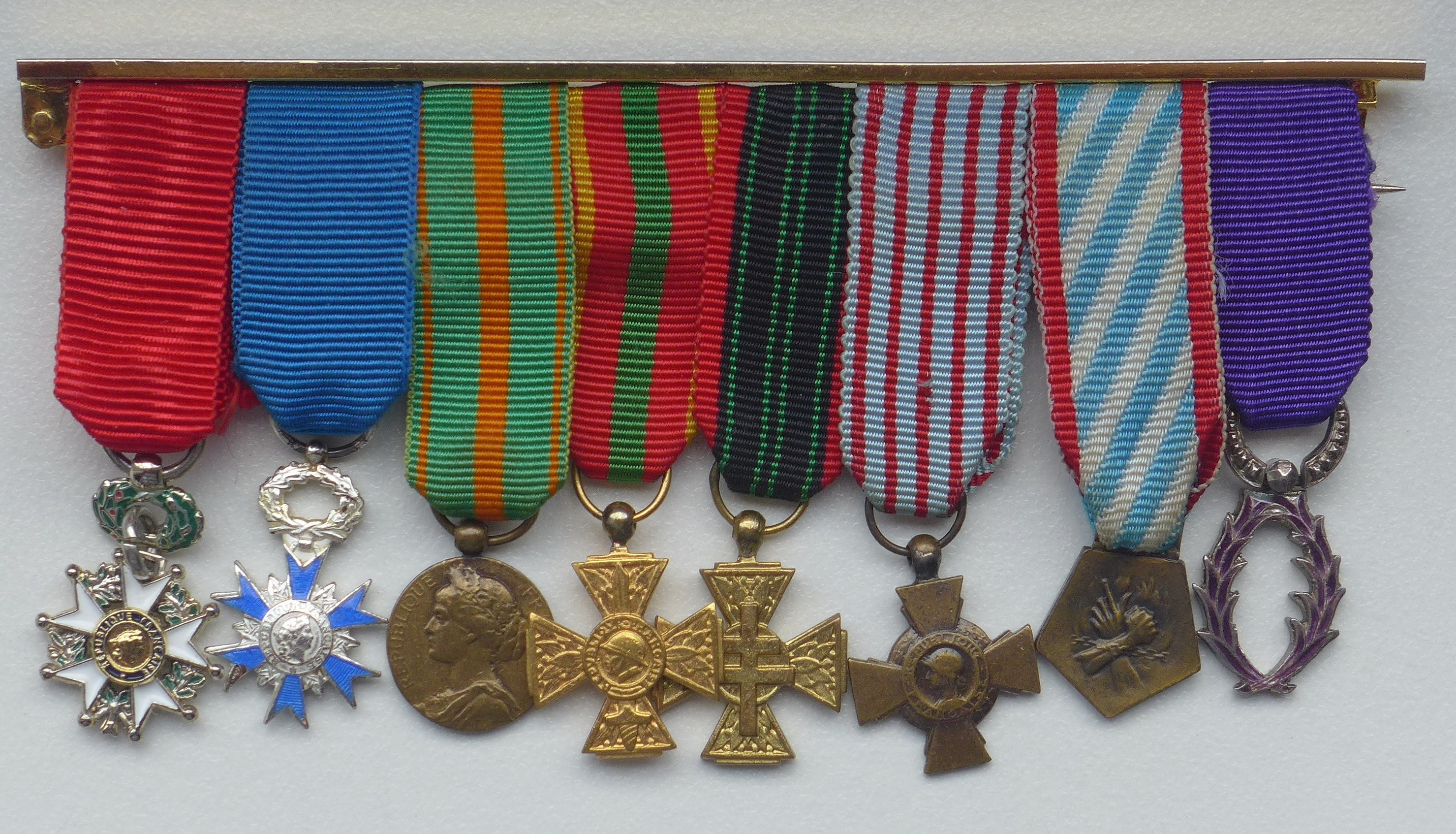
Französische Miniaturordens-Spange – Mélanie Berger-Volle (Auflistung der Auszeichnungen in den Bild-Informationen)

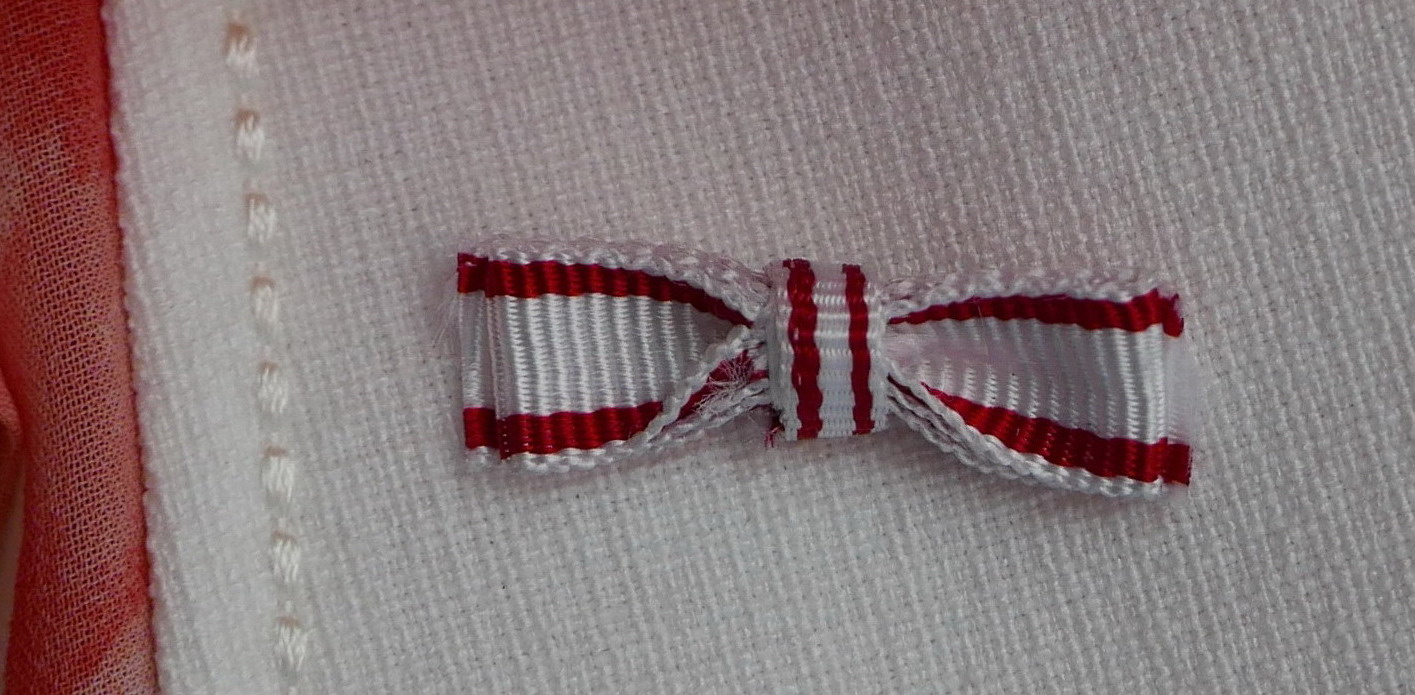
Goldenes Verdienstzeichen der Republik Österreich (Miniatur) – Mélanie Berger-Volle

- 2015 Goldenes Verdienstzeichen der Republik Österreich[25][35][36]
- 2018 Ritter des französischen Nationalverdienstordens[2][26]
- diverse weitere Ehrungen und Auszeichnungen (u. a. Médaille des évadés, Ordre des Palmes Académiques; siehe Bild der französischen Miniaturordens-Spange von Mélanie Berger-Volle)
- 22. Juni 2024: Fackelträgerin in Saint-Étienne im Rahmen des Olympischen Fackellaufes anlässlich der Olympischen Sommerspiele 2024 in Paris.[39][40][41][42][43]
- 2024 Ehrenmedaille der Bundeshauptstadt Wien in Gold[47][48]

## Interviews
- Bernhard Braunstein: Oral History Interview mit Melanie Berger-Volle, 1. Teil. In: Österreichische Mediathek. Aufnahmedatum: 8. November 2016, Spieldauer: 01:25:12
- Bernhard Braunstein: Oral History Interview mit Melanie Berger-Volle, 2. Teil. In: Österreichische Mediathek. Aufnahmedatum: 8. November 2016, Spieldauer: 01:13:40
- Sofie Reitmeier: Video-Interview Mélanie Berger-Volle. In: weitererzaehlen.at (© Österreichisches Kulturforum Paris). Aufnahmejahr 2023, Spieldauer: 00:53:22